# Brigitte van den Berg
Brigitte van den Berg (ur. 22 marca 1989 w Heemskerku) – holenderska polityk i samorządowiec, deputowana do Parlamentu Europejskiego X kadencji.

## Życiorys
Uzyskała licencjat z filologii niderlandzkiej na Uniwersytecie Amsterdamskim (2013) oraz magisterium ze stosunków międzynarodowych o specjalności europeistyka na Uniwersytecie w Lejdzie (2023), kształciła się też m.in. w zakresie zarządzania. Pracowała krótko jako doradca, prowadziła własną działalność gospodarczą. Zaangażowała się w działalność polityczną w ramach Demokratów 66. W 2018 i 2022 wybierana do rady miejscowości Beverwijk, w 2018 została po raz pierwszy zastępczynią jej burmistrza. Była delegatką do Kongresu Władz Lokalnych i Regionalnych Europy. Została umieszczona na trzecim miejscu listy D66 w wyborach europejskich w 2024. W wyniku głosowania uzyskała mandat posłanki do Parlamentu Europejskiego X kadencji.